# BC Samara
Il BC Samara è una società cestistica avente sede nella città di Samara, in Russia fondata nel 1976.
Disputa le partite interne nella MTL Arena, che ha una capacità di 2.500 spettatori.

## Palmarès
- Superliga 1: 2

2018-2019, 2020-2021
- Coppa di Russia: 2

2019-2020, 2021-2022